# Łukasz Kaczorowski
Łukasz Kaczorowski (ur. 12 maja 1988) – polski siatkarz, grający na pozycji atakującego. Od sezonu 2021/2022 jest zawodnikiem II ligowej drużyny UKS Sparta Grodzisk Mazowiecki.

## Kariera
Jest wychowankiem MDK Warszawa. W 2004 roku zdobył brązowy medal mistrzostw Polski kadetów. W latach 2006–2010 grał w Jokerze Piła, zaś w sezonie 2010/2011 – w Ślepsku Suwałki. W 2011 roku przeszedł do Campera Wyszków. W sezonie 2013/2014 wraz z drużyną wywalczył mistrzostwo I ligi. W 2015 roku został zawodnikiem Aluronu Virtu Warty Zawiercie. Z zawierciańskim klubem awansował w 2017 roku do PlusLigi. W sezonie 2017/2018 na tym szczeblu rozgrywek rozegrał w barwach Aluronu Virtu Warty 27 spotkań. W 2018 roku przeszedł do Stali AZS PWSZ Nysa.

## Sukcesy klubowe
Mistrzostwo I Ligi:
- 2014, 2017
- 2007, 2019